# テルピネン
テルピネンはモノテルペンに分類される4つの異なる炭化水素異性体で、二重結合の位置がそれぞれ異なる。 α-テルピネンは、カルダモン(Elettaria cardamomum）、マジョラム (Origanum majorana)、その他天然物質から分離された。 β-テルピネンは分離可能な天然物質はなく、サビネンから合成される。 γ-テルピネンとδ-テルピネンは、コリアンダー (Coriandrum sativum)、レモン (Citrus limon)、 クミン (Cuminum cyminum）ティーツリー (Melaleuca alternifolia）などの多くの植物の精油から抽出され、δ-テルピネンは、テルピノレンとしても知られている。